# Gare de Vertaizon
Gare de Vertaizon – stacja kolejowa w Vertaizon, w departamencie Puy-de-Dôme, w regionie Owernia-Rodan-Alpy, we Francji. 
Stacja jest zarządzana przez Société nationale des chemins de fer français (SNCF) i obsługiwana przez pociągi TER Auvergne.

## Położenie
Znajduje się na wysokości 330 m n.p.m., na km 15,061 Clermont-Ferrand – Saint-Just-sur-Loire, pomiędzy stacjami Pont-du-Château i Lezoux. 

## Linie kolejowe
- Clermont-Ferrand – Saint-Just-sur-Loire
- Vertaizon – Billom